# 樂壇插班生
《樂壇插班生》（英語：Show Time Blues）是香港電視廣播有限公司拍攝製作的時裝劇集，全劇共20集，監製梅小青。

## 劇情內容
陸明霞（梅小惠飾）與許朗平（陳梅馨飾）為「飛星唱片公司」旗下之兩玉女歌星，二人同時搭上男藝員趙寧（馬德鐘飾），鬧出滿天緋聞。後明霞終看清趙寧在利用自己，遂與其分手，而平亦另結新歡，後更退出樂壇。
兩大金牌監製盧志才（黎耀祥飾）及謝菊紅（郭少芸飾）向不咬弦，為一決雌雄，遂打賭誰訓練的新人能奪得來年的「最佳新人金獎」，誰便勝出，而兩個無意入樂壇的新人姜德培（林家棟飾）及利麗珊（江欣燕飾），更陰差陽錯成為被力捧的新秀，紅極一時！
麗珊舅父明的酒吧生意日差，遂誘「三隻烏蠅」表演歌舞吸引顧客，竟大受歡迎，麗珊有見及此，決帶三人入行......

## 演員表

### 主要演員
- 林家棟 飾 姜德培（名字影射張德培，角色原型：郭富城+張學友+許志安）
- 江欣燕 飾 利麗珊 原名：陸彩霞（名字影射李麗珊，角色原型：梅艷芳）
- 黎耀祥 飾 盧志才 花名：西米撈（名字影射陳智才，角色原型：羅文）
- 梅小惠 飾 陸明霞(Lilian+玉女霞+Yammi)（名字影射伏明霞，角色原型：周慧敏+袁詠儀+鄭秀文）
- 郭少芸 飾 謝菊紅 花名：班點狗（名字影射車菊紅，角色原型：徐小鳳）
- 阮兆祥 飾 張洪倪（名字影射熊倪，角色原型：區瑞強+周華健）
- 羅浩楷 飾 魯德森（名字影射黃德森，角色原型：林子祥）
- 朱咪咪 飾 馬阿萍（名字影射鄧亞萍，角色原型：肥媽）

### 其他演員
- 馬德鐘 飾 趙　寧（名字影射李寧，角色原型：張智霖）
- 陳梅馨 飾 許朗平（名字影射郎平，角色原型：許秋怡）
- 曹　眾 飾 吳念慈（名字影射陳念慈，角色原型：彭丹+葉玉卿）
- 黎彼得 飾 姜偉良（名字影射張偉良，角色原型：尹光）
- 劉　江 飾 陸道才（角色原型：曾灶財）
- 羅君左 飾 占　叔（角色原型：黃霑）
- 白　茵 飾 陳寶華（名字影射齊寶華，角色原型：筷子姊妹花）
- 盧宛茵 飾 齊丹雷（名字影射陳丹蕾，角色原型：筷子姊妹花）
- 劉美珊 飾 記者丁（角色原型：林建明）
- 何美好 飾 莉
- 梁雪湄 飾 吉
- 黃偌儀 飾 湯
- 飾 麥文老師（hitman）（角色原型：麥潔文）
- 文嘉永 飾 白令輝（名字影射孔令輝，角色原型：蔡一傑）
- 李家強 飾 白義夫（名字影射王義夫，角色原型：蔡一智）
- 戴耀明 飾 黃小雙（名字影射李小雙，角色原型：蘇志威）
- 康　華 飾 豆　太（角色原型：王菲）
- 馬蹄露 飾 蓮（角色原型：林憶蓮）
- 邵傳勇 飾 齊偉明（角色原型：陳百祥）
- 黃成想 飾 徐導演
- 伍慧珊 飾 接待員
- 張漢斌 飾 Roy
- 麥嘉倫 飾 基（角色原型：劉培基）
- 王維德 飾 銀行經理
- 龍志成 飾 梁經理（角色原型：梁家樹）
- 夏　萍 飾 魯德森妻（角色原型：龔如心+陳鄭秀鸞（百佳黃老太））
- 張俊華 飾 蔡燶華（角色原型：蔡枫华）
- 林劍峰 飾 張立希（角色原型：張立基）
- 溫文英 飾 追擊主持（角色原型：安德尊）
- 艾　威 飾 吳　水（角色原型：吴雨）
- 梁建平 飾 查  導（角色原型：查傳誼）
- 招石文 飾 平新男友
- 曾健明 飾 隆胸醫生
- 余慕蓮 飾 二　姑
- 馮瑞珍 飾 二　姐
- 林嘉麗 飾 姑娘甲
- 陸婉芬 飾 姑娘乙
- 鍾潔怡 飾 占叔秘書
- 飾 醫　生
- 鄧煜榮 飾 頑皮仔父親
- 王賢誌 飾 達明七派（角色原型：達明一派）
- 游　飈 飾 FM
- 魏惠文 飾 Simon
- 博　君 飾 姚Sir
- 蔣　克 飾 便衣警員
- 黃偉樑 飾 導　演
- 羅立勤 飾 助　導
- 朱樂輝 飾 髮型師
- 溫雙燕 飾 八卦女人
- 鍾慧儀 飾 莫明蔚（角色原型：莫文蔚）
- 郭卓樺 飾 杜
- 雷穎怡 飾 Grace
- 李成昌 飾 家玲哥（角色原型：羅家英）
- 羅　莽 飾 胡　剛（角色原型：吴刚）
- 黃文標 飾 禽獸導演
- 劉永健 飾 CD
- 邱萬城 飾 Raymond
- 湯盈盈 飾 扮雯參賽者
- 李麗麗 飾 LAZA姐（角色原型：汪明荃）
- 鄭家生 飾 潮州怒漢（角色原型：岑建勳）
- 梁照豪 飾 Ray
- 林敬剛 飾 洛（角色原型：林建岳）
- 陳勉良 飾 顛　哥
- 陳楚翹 飾 Jessie/服裝助理
- 韋家雄 飾 志　曳（角色原型：曾志偉）
- 伍文生 飾 志曳助手
- 鄭瑞曉 飾 志曳助手
- 廖麗麗 飾 洛　母
- 陳燕航 飾 歌迷會會長
- 黃清榕 飾 歌迷會副會長
- 鄧兆尊 飾 周晶馳（角色原型：周星馳）
- 蔡國慶 飾 澤　爺（角色原型：吳孟達）
- 鄧汝超 飾 李日持（角色原型：李力持）
- 陳展鵬 飾 節目主持人
- 華忠男 飾 惡　爺（角色原型：黃朗維）
- 彭國樑 飾 設計師甲
- 甘子正 飾 設計師乙
- 劉勁松 飾 設計師丙
- 張智軒 飾 設計師丁
- 周凱珊 飾 設計師戊
- 汪曉文 飾 Model甲
- 伍思鈴 飾 Model乙
- 張錦濤 飾 Model丙
- 宋芝齡 飾 Model丁
- 劉倫寶 飾 Model戊
- 陳安琪 飾 Model己
- 趙志豪 飾 華　哥
- 張鴻昌 飾 向先生
- 古明華 飾 谷大導（角色原型：谷德昭）
- 溫裕紅 飾 Day Day
- 凌　漢 飾 一燈大師
- 李龍基 飾 白頭神探（角色原型：司馬華龍）
- 張文健 飾 小彗星（角色原型：林志穎）
- 曾慧雲 飾 Linda
- 蕭玉燕 飾 Irene
- 陳向瑩 飾 舞小姐
- 郭子菲 飾 舞小姐
- 王俊琴 飾 舞小姐
- 黃凱詩 飾 舞小姐
- 黃成想 飾 徐　黑
- 陳榮峻 飾 Mark哥（角色原型：周潤發）
- 廖素屏 飾 肥　姐（角色原型：沈殿霞）

## 另見
- 娛樂插班生
- 娛樂反斗星

## 電視節目變遷
| 香港無綫電視翡翠台 星期一至五 19:35-20:35 時段 | 香港無綫電視翡翠台 星期一至五 19:35-20:35 時段 | 香港無綫電視翡翠台 星期一至五 19:35-20:35 時段 |
| ---------------------------------------------- | ---------------------------------------------- | ---------------------------------------------- |
|                                                | 娛樂插班生 （1997.02.24 - 1997.03.21）         |                                                |
| 醉打金枝 （1997.01.27 - 1997.02.21）           | 苗翠花 （1997.03.24 - 1997.04.18）             |                                                |

| 加拿大新時代電視1台 星期一至五 11:10-12:00 時段 | 加拿大新時代電視1台 星期一至五 11:10-12:00 時段 | 加拿大新時代電視1台 星期一至五 11:10-12:00 時段 |
| ----------------------------------------------- | ----------------------------------------------- | ----------------------------------------------- |
|                                                 | 娛樂插班生 （2025.07.17 - 2025.08.13）          |                                                 |
| 飛女正傳 （2025.06.12 - 2025.07.16）            | 待定                                            |                                                 |